# Trichiotinus semiviridis
Trichiotinus semiviridis är en skalbaggsart som beskrevs av Thomas Casey 1914. Trichiotinus semiviridis ingår i släktet Trichiotinus och familjen Cetoniidae. Inga underarter finns listade i Catalogue of Life.